# كراث
الكُرّاث أو الكرات نوع نباتي عشبي من الفصيلة الثومية. هو نوع من الخضروات ينتمي، مع البصل والثوم، إلى جنس الثوميات، موجود حالياًَ ضمن الفصيلة النرجسية تحت فصيلة الثوماوات. الجزء الصالح للأكل من نبات الكراث هو حزمة من أغماد أوراق النبات التي تسمى أحيانا الجذوع أو السيقان.

## الشكل

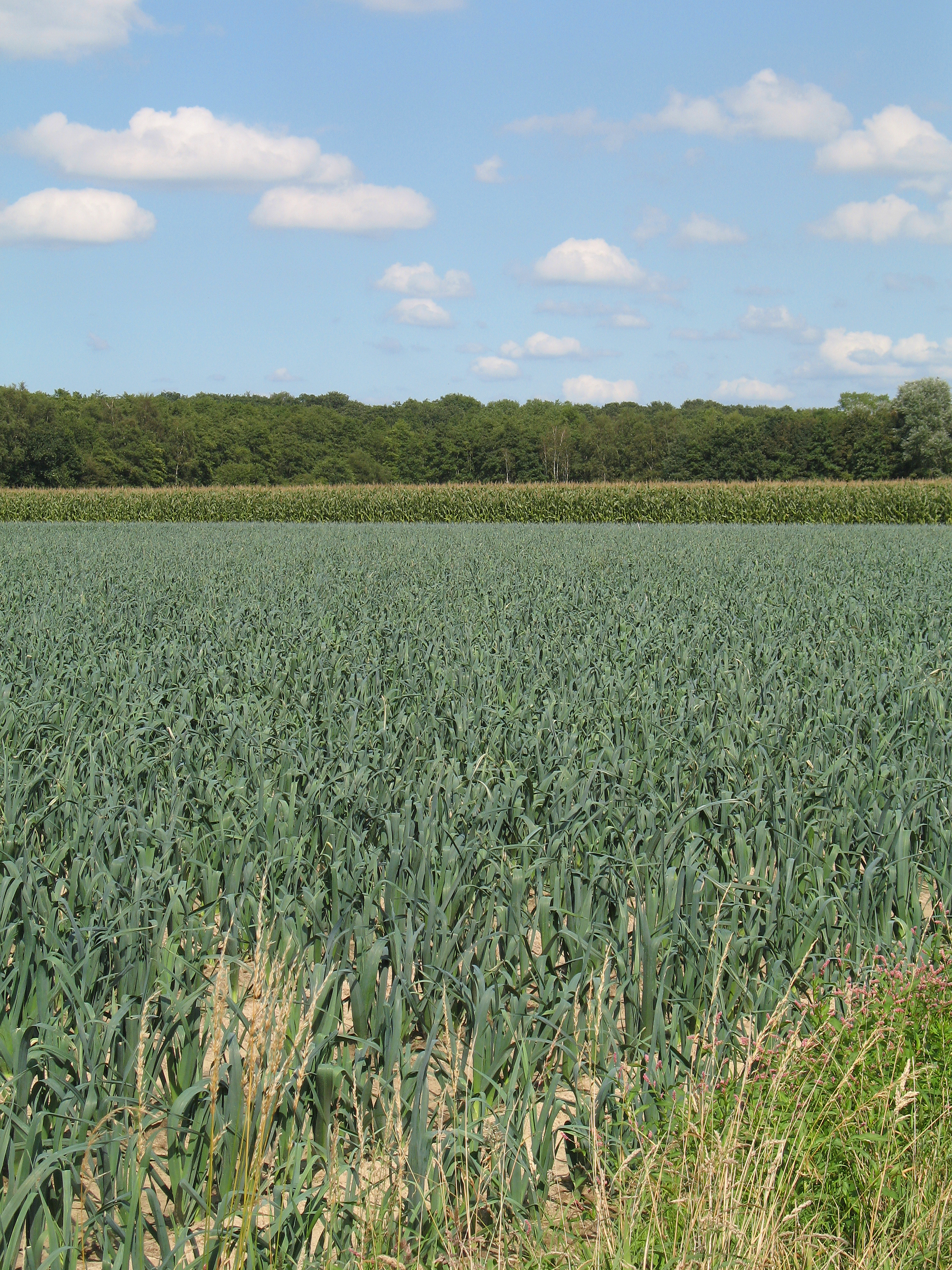
حقل للكراث في بلجيكا

بدلا من تشكيل لمبة ضيقة مثل البصل ينتج الكراث ورقة على شكل اسطوانة طويلة من أغماد الأوراق المجمعة التي عادة عن طريق دفع التربة المحيطة بها (عمل خندق). أنها غالبا ما تباع كشتلات في تزرع عادة في البيوت الزجاجية كبداية ثم تزرع في الحقول عادة عندما تسمح الظروف الجوية بذلك.

## الأصناف
يمكن اعتبار أصناف الكراث كمجموعة صنف واحدة، على سبيل المثال مثل A. ampeloprasum "Leek Group". يمكن تقسيم الأصناف بعدة طرق، ولكن الأنواع الأكثر شيوعًا هي «الكراث الصيفي»، المخصص للحصاد في الموسم عند زراعته، والكراث الشتوي، والمزمع حصاده في ربيع العام التالي للزراعة. عادة ما تكون أنواع الكراث الصيفي أصغر من أنواع الكراث الشتوي. وعادة ما تكون أنواع النكهة الشتوية أقوى. تشمل الأصناف «الملك ريتشارد» و«تادورنا الزرقاء».

## النمو
الكراث عادة ما يكون من السهل أن ينمو من البذور. والكراث عادة ما يصل إلى مرحلة النضج في أشهر الخريف، ولدى هذا النبات مشاكل في الآفات قليلة جدا أو الامراض التي تصيبه نادرة أو قليلة جدا. الكراث يمكن أن يتزاحم بالنمو ويتم حصاده في وقت مبكر عندما يكون في حجم الإصبع أو القلم، أو أنه يمكن أن يكون ضعيفا، ويسمح له بأن ينمو إلى حجم أكبر من ذلك بكثير حتى ينضج.

## المطبخ

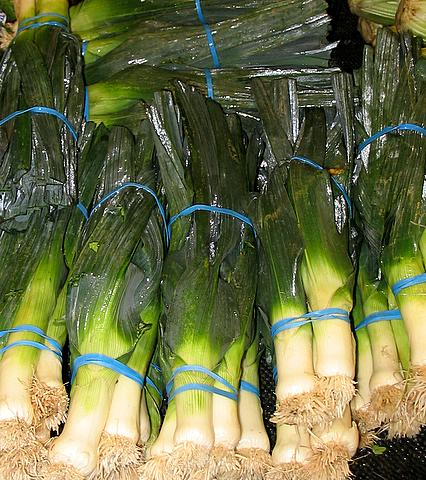
الكراث للبيع في أحد الأسواق.

الأجزاء الصالحة للأكل من الكراث هي قاعدة البصلة البيضاء والساق الخضراء الفاتحة. أما الأجزاء الخضراء الداكنة فعادة ما يتم التخلص منها نظرا لأنها غير صالحة للأكل، وذات نكهة أقل. كما يسمح للكراث بالنمو، ويصبح هذا الجزء خشبي وذو مطاطية كبيرة. أحد الاستخدامات الأكثر شعبية بالنسبة للأجزاء البيض والسيقان الخضراء الفاتحة هي اضافتها كتوابل. الطهاة نادرا ما يستخدمون الجزء الداكن من الكراث لأنه بسبب مرارة في الطعام. ومع ذلك، فان البعض يستخدمها مع الأعشاب وغيرها من الخيوط لتشكيل باقة.
الكراث لديه طعم خفيف يشبه طعم البصل، وأقل مرارة من البصل الأخضر. قد يوصف الطعم بأنه خليط من البصل المعتدل والخيار، مع رائحة تشبه البصل الأخضر الطازج. في حالته الخام يكون النبات مقدد وحازم.
الكراث المفروم عادة ما يكون من 5 إلى 10 ملم من السمك للشريحة.
هناك طرق مختلفة لإعداده:
- الغلي، ويصبح لين وخفيف المذاق.
- القلي، والتي تتركه مقدد أكثر ويحافظ على الذوق.
- الخام، والتي يمكن استخدامه في السلطة.

الكراث كعنصر من مكونات بعض أنواع الحساء مثل حساء الكراث.
لما له من رمزية في مقاطعة ويلز (انظر أدناه)، ولهذا السبب يتم استخدامه على نطاق واسع في مطبخ هذا البلد. أما في الأماكن الآخرة في بريطانيا، فالكرات وصل إلى هناك خلال الخمسين عاما الماضية فقط أو نحو ذلك، بعد أن تم تجاهله لعدة قرون.

## الاستهلاك تاريخيا
وجدت عينات مجففة من المواقع الأثرية في مصر القديمة، وكذلك الجداران المنحوتات والرسوم، وتوصل هوبف أن يستنتج أن الكراث كان جزءا من غذاء المصريين «ما لا يقل عن الألف الثاني قبل الميلاد وما بعده.» كما تشير بعض النصوص إلى أنه كان أيضا يزرع في بلاد ما بين النهرين منذ بداية الألفية الثانية قبل الميلاد. والكراث وكان من الخضار المفضلة للإمبراطور نيرون، الذي كان يستهلكه في معظم الأحيان في الحساء.

## الاهمية الثقافية أو الشعبية
والكراث هو الشعار الوطني لويلز. وفقا لأسطورة، الملك كادوالدر من غوينيد أمر جنوده لتعريف أنفسهم من خلال ارتداء خضر الكراث على خوذاتهم في معركة ضد السكسونيون القديمة التي وقعت في حقل كراث. هذه القصة قد ذكرت من قبل الشاعر الإنكليزي مايكل درايتون، ولكن من المعروف أن الكراث ظل رمزا لويلز لفترة طويلة، شكسبير، على سبيل المثال، يشير إلى العرف من يرتدي الكراث باعتباره تقليدا «قديما» في هنري الخامس، وفي المسرحية، يقول هنري أخبر فلولين أنه يرتدي الكراث«لأني من ويلز، كما تعلمون، مواطن جيدة». في عامي 1985 و1990 أصدر عملة جنيه واحد بريطاني يحمل تصميم الكراث في الإكليل، حتى يصبح يمثل ويلز.
ولعل الأكثر وضوحا في استخدام الكراث، كما هو شارة غطاء للحرس الويلزي، وهو فوج داخل شعبة للجيش البريطاني.
في رومانيا، الكراث يستخدم أيضا على نطاق واسع يعتبر رمزا لاولتينا، وهي منطقة تاريخية في الجزء الجنوبي الغربي من البلاد.
وتشتهر منطقة القصيم في السعودية بإنتاج الكراث وعشق أهلها له.

## المعلومات الغذائية
يحتوي كل كوب من الكراث (89غ) بحسب وزارة الزراعة الأميركية على المعلومات الغذائية التالية:
- السعرات الحرارية: 54
- الدهون: 0.27
- الدهون المشبعة: 0
- الكاربوهيدرات: 12.59
- الألياف: 1.6
- البروتينات: 1.33
- الكولسترول: 0

## الفوائد
الكراث مفيد غذائيا حيث تشير بعد الدراسات الطبية إلى أنه - بالاشتراك مع غذاء آخر - يمنع الإصابة بمرض السرطان. يحتوي الكرات على مادة كبريتيد المحتوية على الكبريت، وهي المسؤولة عن تلك الخاصية (انظر كيمياء العقاقير).
- تعلق بزيادة القدرة الجنسية لدى الرجل وتخليص النساء من البرود الجنسي
- يحتوي على الكثير من العناصر الغذائية المفيدة التي لا تحويها النباتات الأخرى كالفيتامينات، والحديد، بالإضافة إلى الكبريت والماغنسيوم المفيدين في علاج العظام، وهو ما يجعل تناوله ضرورة كونه ملين طبيعي، لما يحويه من مادة «الكلوروفيل», علاوة على أنه يساعد على ادرار البول، نظرا لاحتوائه على خلاصة ال sulfo azotee, كما أنه لا يحوي سعرات حرارية عالية، مما يجعله صالح لمن يتبعون حمية غذائية، لما يمنحه من احساس بالشبع
- كما أنه عامل مهم في ثبات نسبة السكر في الدم وهذا في الحالات المصابة بمرض السكر ما يعني أهميته في الوقاية من أمراض السكر كما خلصت بعض الأبحاث إلى أن لاحتوائه على الألياف والمواد المضادة للأكسدة مثل المركبات الفينولية والفيتامينات A, C تجعل له دوراً كبيراً في الوقاية من الإصابة بأمراض السرطان وخصوصاً سرطان القولون والبروستاتا والمبيض والثدي والبنكرياس والكبد وقد ارجعت الدراسات ذلك إلى أثر مضادات الأكسدة على تقليل الشوارد الحرة التي تهاجم الأحماض النووية وبالتالي تؤدي إلى خروج الخلايا السليمة عن مسارها الطبيعي وتتسبب في إنتاج الخلايا السرطانية.
- فوائد الكراث معروفة منذ القدم منذ قدماء المصريين وفي العراق القديم.[8][9] وقد نصح أبو قراط باستعماله كملين طبيعي ومدر للبول، وذكر «ابن سينا» فائدته في قوة البصر، كما أن الفراعنة كانوا يتناولونه مع البصل والملانة، اعتقادا بأنه يجلب الخير والتفاؤل، كما نصحت به بعض كتب الطب النبوي لعلاج نزلات البرد والرشح واحتقان الحلق عند اضافته لحساء اللحوم ومقدار من الفلفل، بالإضافة إلى كونه مفيد لعلاج آلام المعدة والتجشؤ ولمعالجة بعض الأمراض الجلدية والنمش والبثور، كما أنه يساعد في علاج الربو، والكحة، وطرد البلغم، وتوسيع الشعب الهوائية، ونظرا لكونه من النباتات قليلة السعرات الحرارية فهو مفيد مع متبعي الحمية الغذائية، كما أنه مفيد في زيادة القدرة الجنسية عند الرجال، وعلاج البرود الجنسي عند النساء، وتقوية الأعصاب، وفي علاج البواسير وبعض أمراض المسالك البولية، حيث تستخلص منه بعض أدوية المسالك البولية، كما يحتوي على الكثير من المعادن التي تفيد الجسم كالحديد والكالسيوم والفوسفور، والبوتاسيوم، والزنك، والماغنسيوم، بالإضافة إلى عدد من الفيتامينات كفيتامين A, B,C,E لذلك يعتبر من الخضراوات والنباتات التي ينصح بتناولها في الوجبات الأساسية، لما له من قيمة غذائية عالية تساعد الشخص على التمتع بصحة جيدة.

## محظورات تناول الكرات
لا يصلح لمن يعانون من مشكلات في القولون، حيث يعد من النباتات التي تساعد على حدوث انتفاخ في المعدة. لقدرتها على إعطاء الإحساس بالانتفاخ كالبصل، والفول والفلفل والجرجير والتي لا ينصح بتناولها بمفردها، لصعوبة هضمها.

## معرض الصور

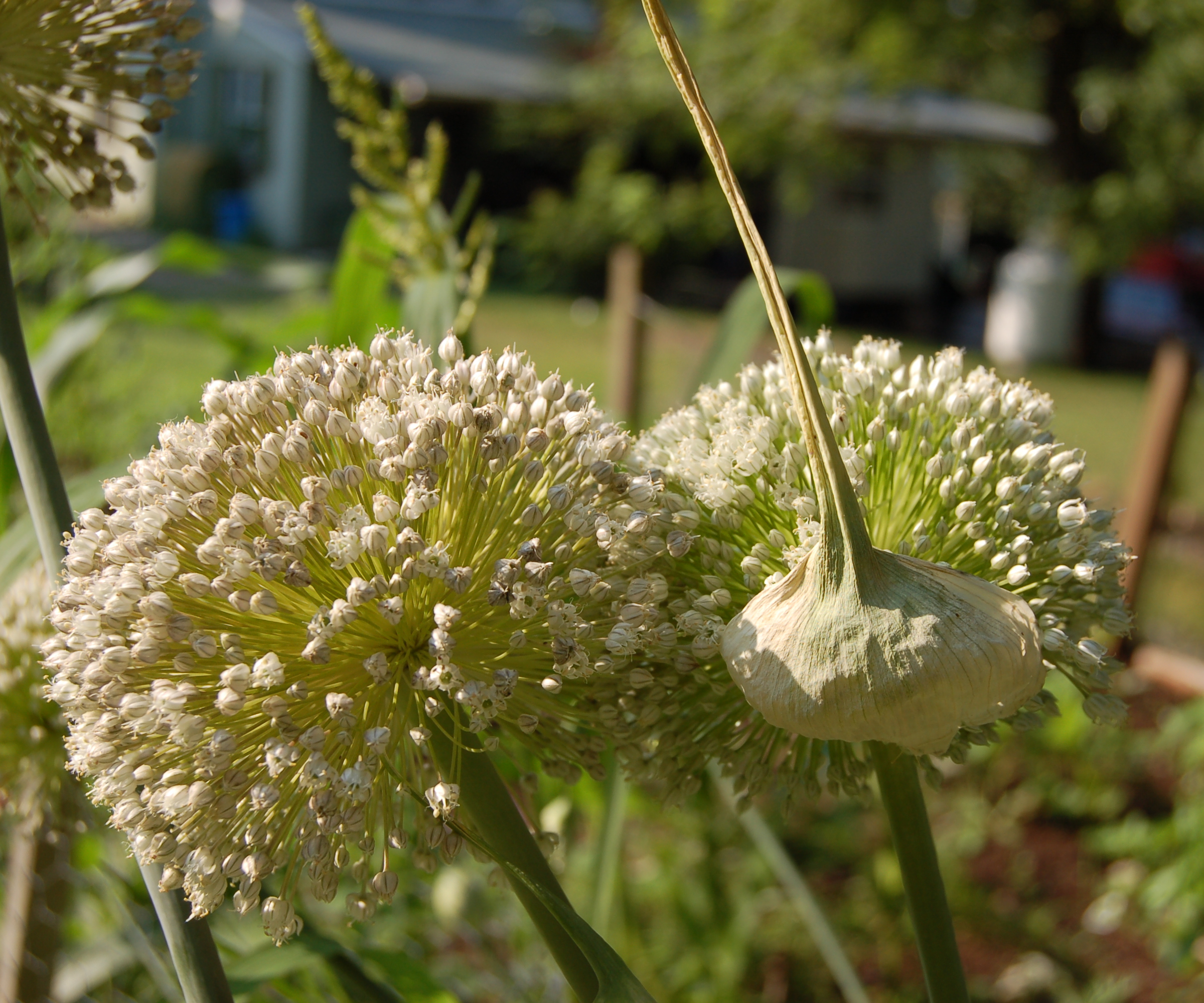
رأسان من الزهور المتفتحة
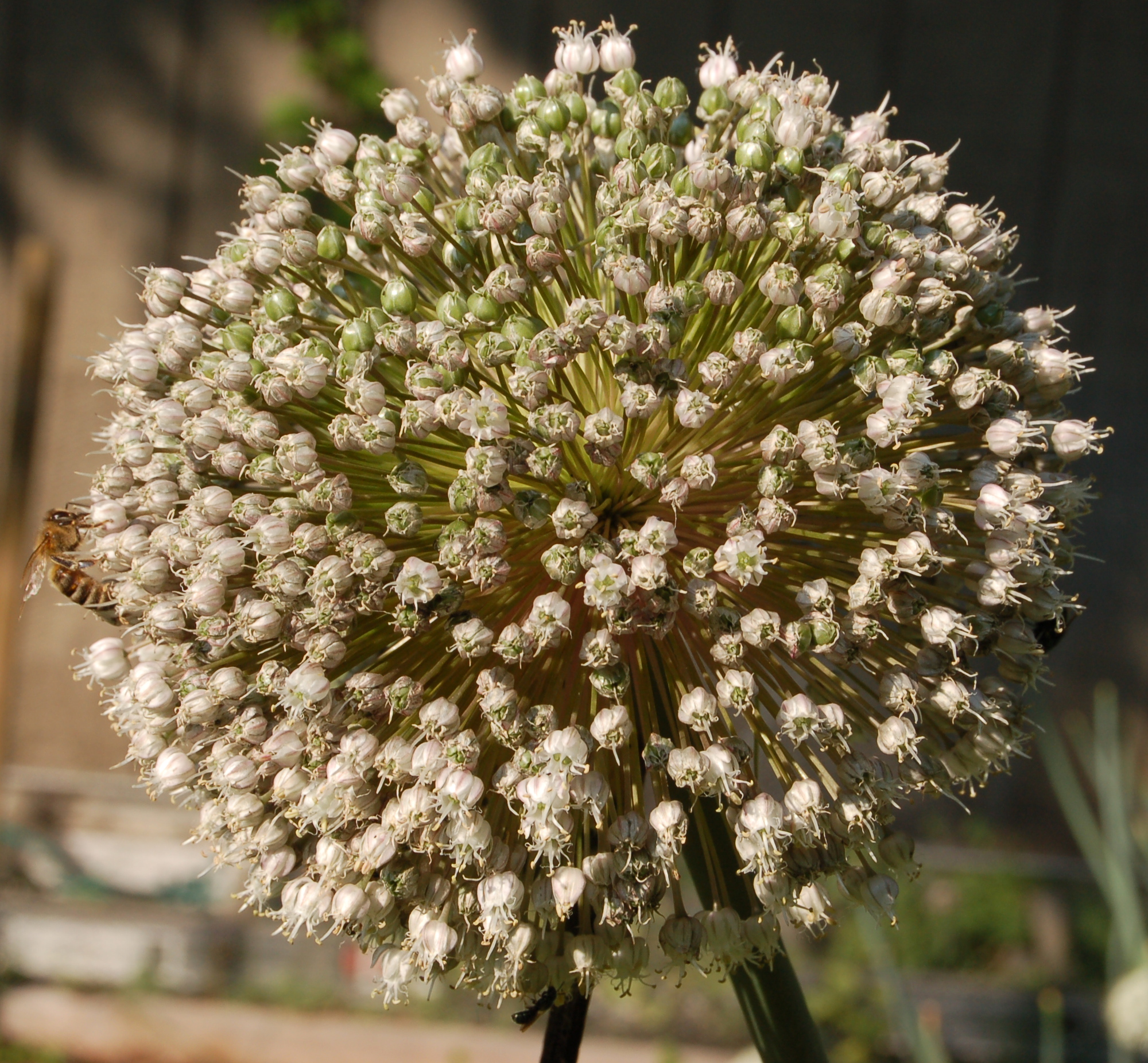
رأس زهرة مستهلكة بشكل كبير تظهر أزهارًا مفتوحة، بالإضافة إلى قرون البذور النامية
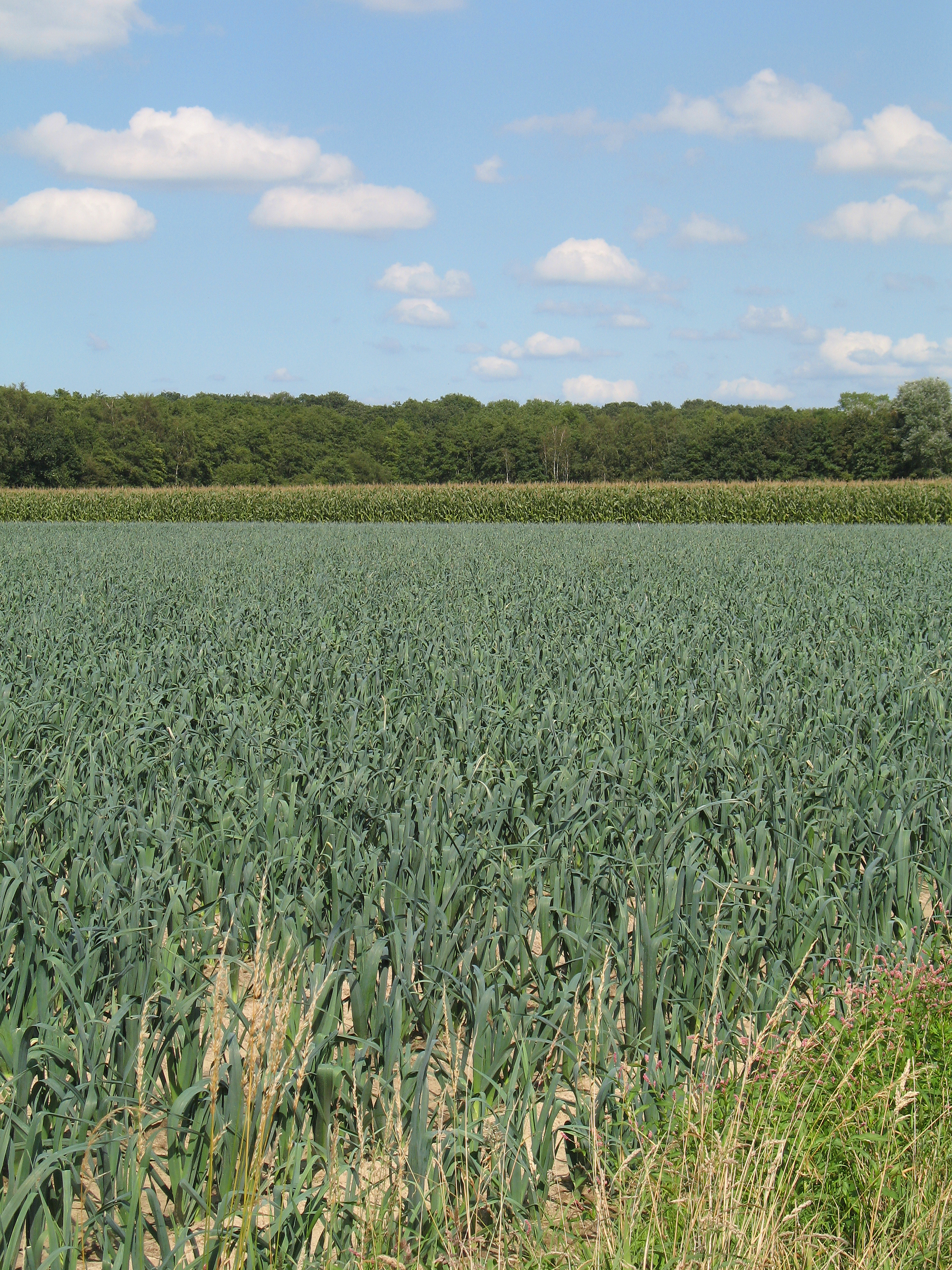
حقل الكراث في Houthulst، بلجيكا
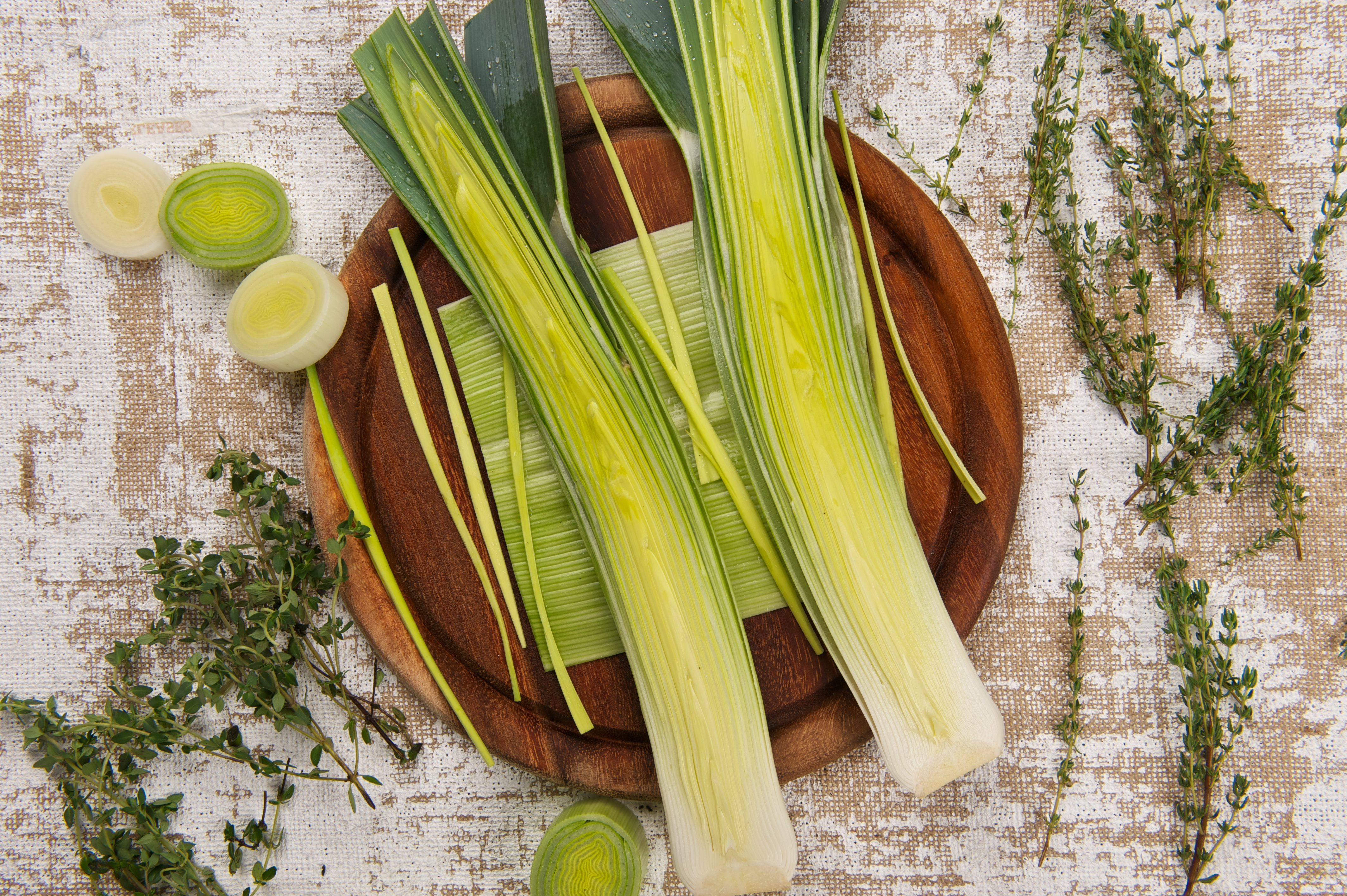
ما زالت حياة الكراث والزعتر
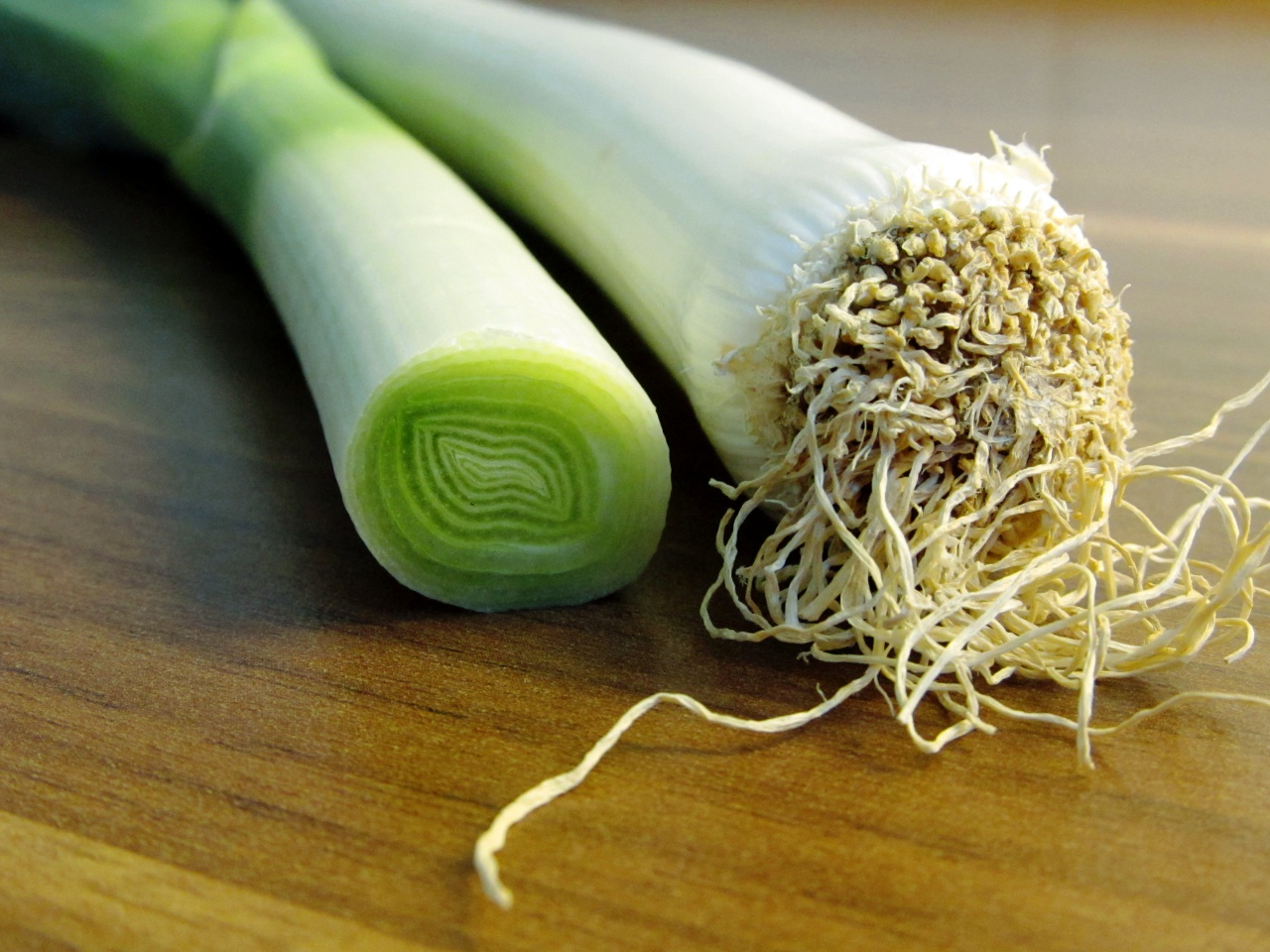
القسم وقاعدة الجذر
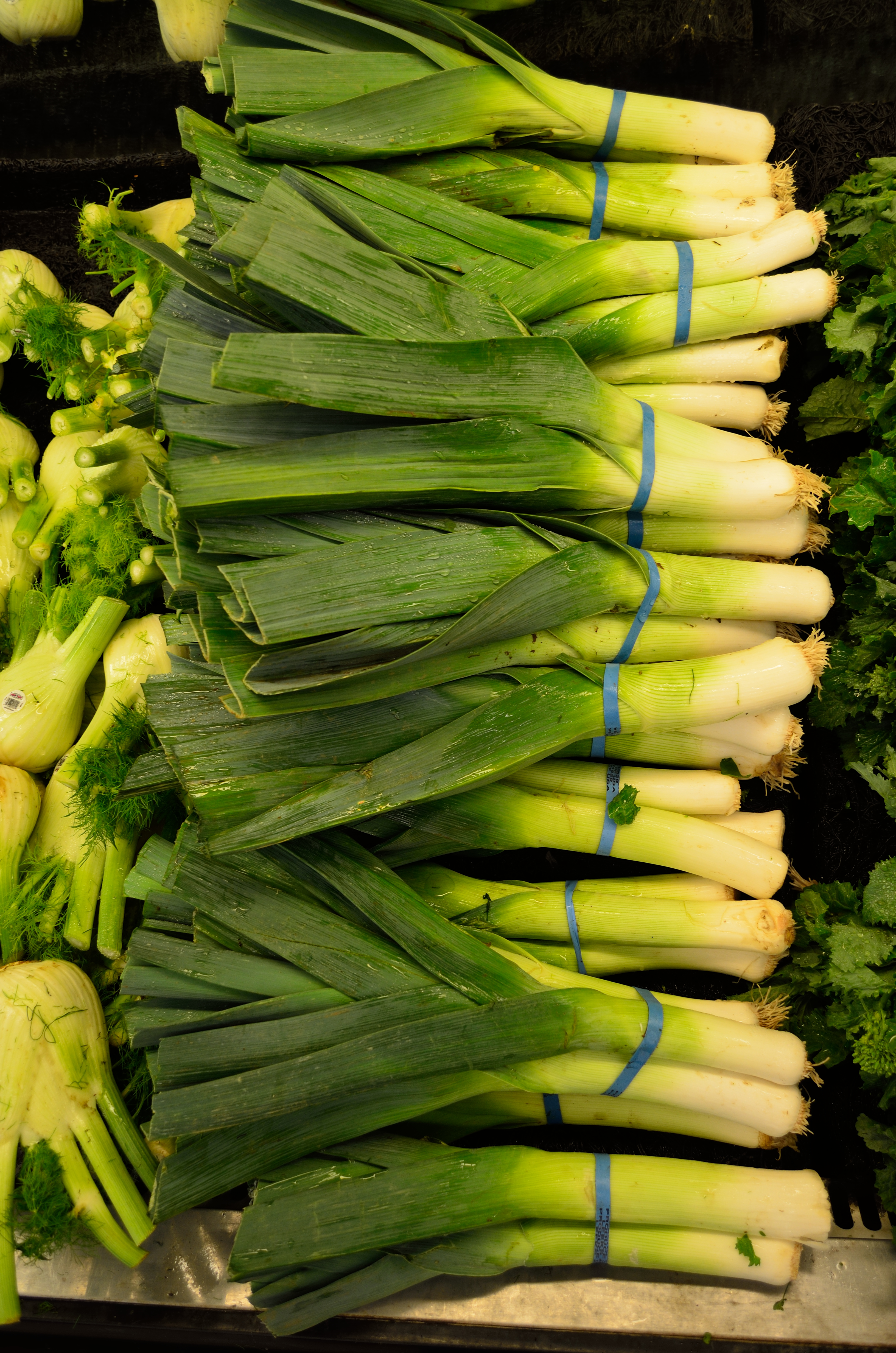
تباع الكراث في السوبر ماركت
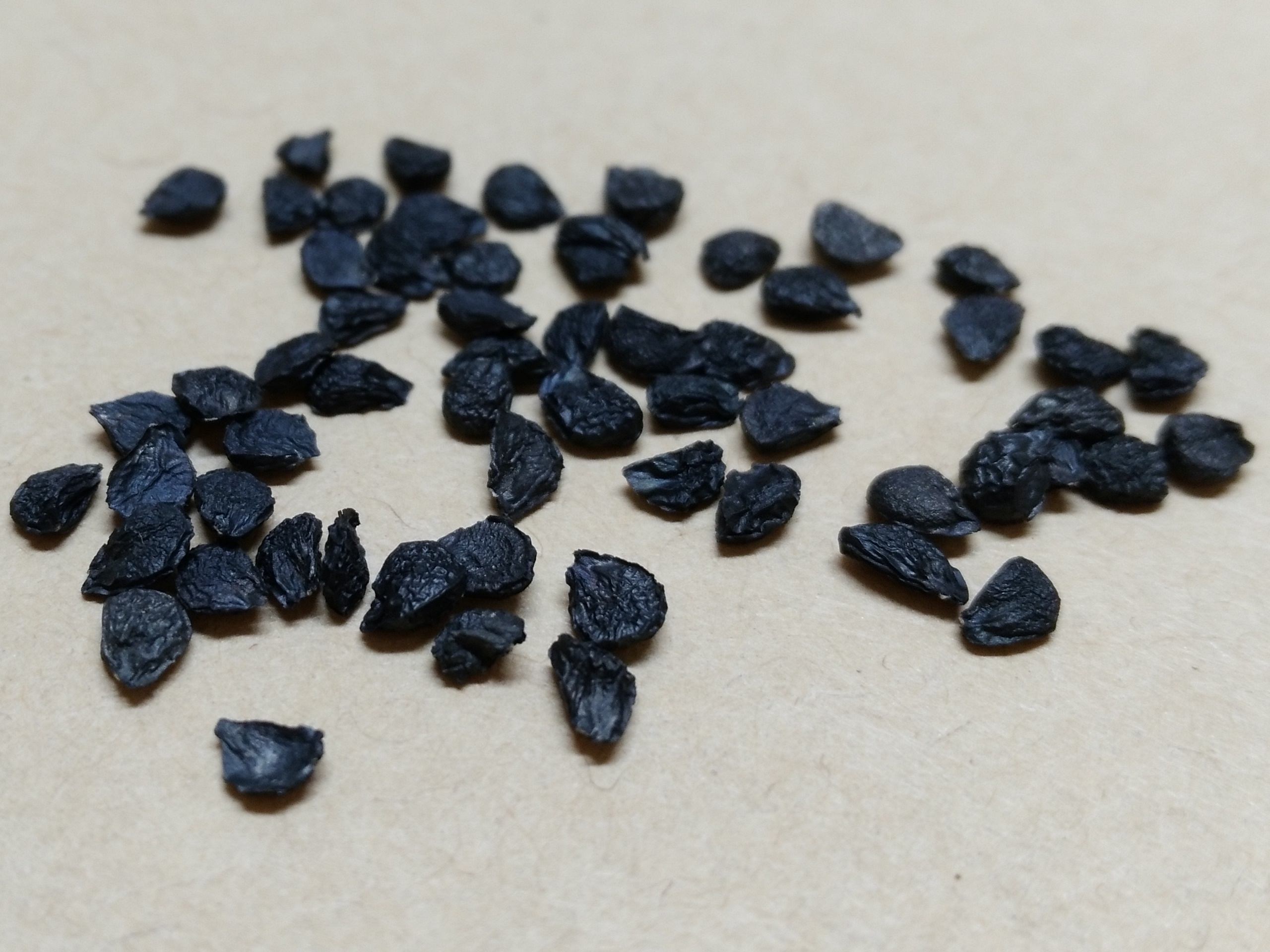
بذور الكراث

## وصلات خارجية
- موقع متحف الغذاء (بالإنجليزية) معلومات عن الكراث